# Aplectrum hyemale
Espèce
Classification APG III (2009)
Statut CITES
Aplectrum hyemale, ou Aplectrelle d'hiver, est une espèce de plantes à fleurs de la famille des Orchidaceae. Cette espèce nord-américaine est protégée au Québec et dans certains états des États-Unis.

## Description

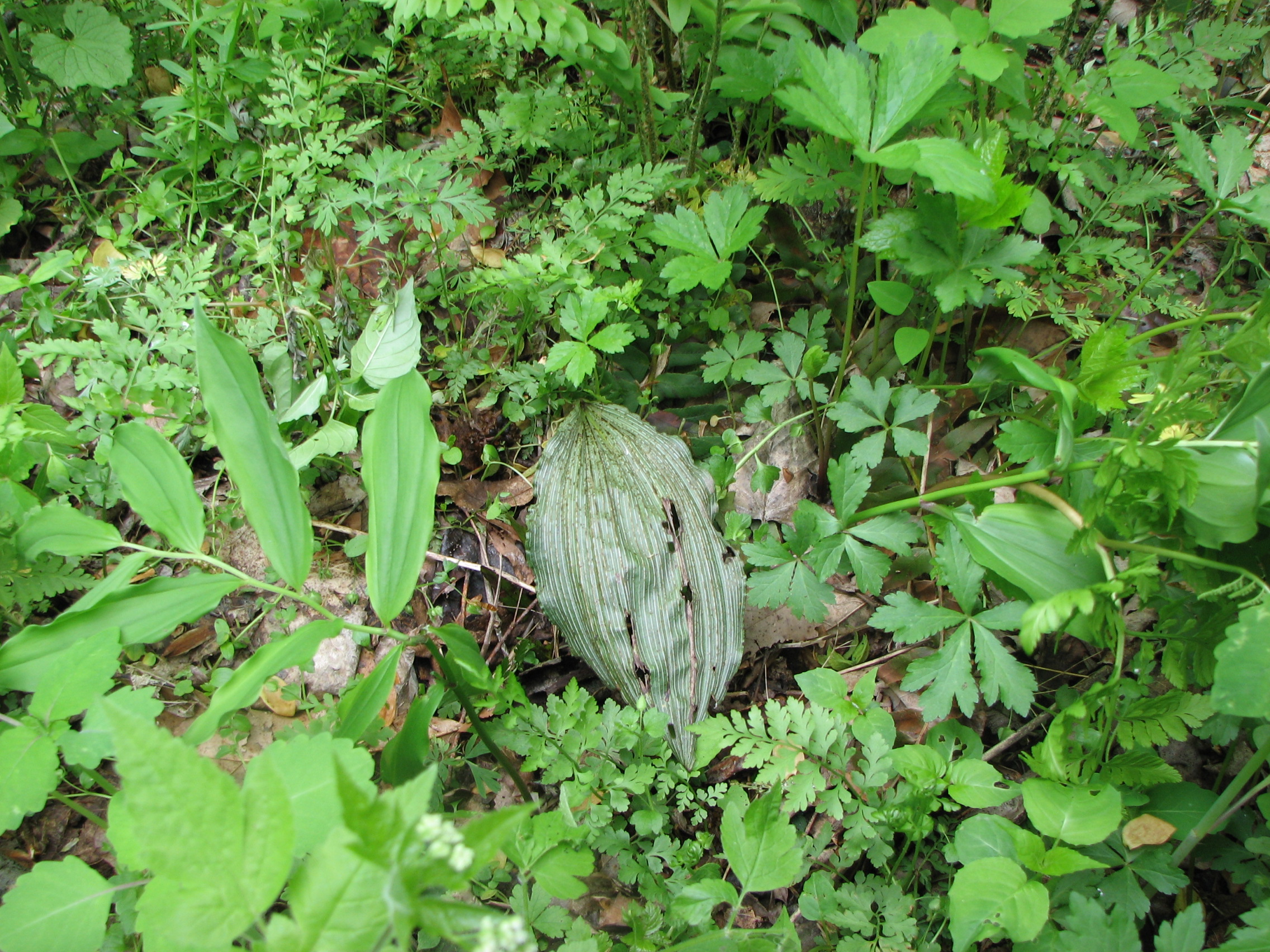
La feuille unique de l'aplectrelle d'hiver.

### Appareil végétatif
Cette plante herbacée vivace mesure jusqu'à 50 cm de hauteur. Sa partie souterraine comprend un corme d'environ 2 cm de diamètre, à partir duquel se développe en automne une feuille unique. Cette dernière est de forme elliptique à ovale et a un aspect fripé ; elle mesure une dizaine de centimètres de long pour 4 à 8 cm de large. De longues nervures blanches (parfois teintées de vert et/ou de pourpre) parallèles parcourent la feuille, lui donnant un aspect vert pâle. Cette feuille persiste durant l'hiver, même sous la neige, puis meurt à la fin du printemps.

### Appareil reproducteur
La floraison débute à la fin du printemps.
L'inflorescence est une grappe composée de 6 à 10 fleurs portée à l'extrémité d'une hampe florale glabre. Chaque fleur est composée de trois sépales et de deux pétales latéraux vert-jaunâtre, souvent teintés de pourpre ou de brun-violacé. Le 3e pétale, central (labelle), est divisé en trois lobes blancs, tachetés de rose violacé, et ne présente pas d’éperon.
Le fruit est une capsule ovale d'environ 2,5 cm de longueur pour environ 1,5 cm de largeur. La maturité est atteinte entre fin juin et octobre.
Il est rare que la reproduction sexuée soit un succès, car la germination des graines demande une symbiose avec un champignon microscopique particulier. La reproduction est plus généralement végétative, due à la production d'un deuxième corme qui donnera un individu identique à l'individu parental.

## Répartition et habitat
Cette espèce est originaire de l'est de l'Amérique du Nord. Son aire de répartition couvre une partie du sud-est du Canada (sud de l’Ontario, Montérégie au Québec) et de l'est des États-Unis (au sud, de l’Oklahoma à la Géorgie, au nord du Minnesota au Maine), avec une étrange présence isolée en Arizona,.

## Statut et protection
Comme toutes les orchidées, Aplectrum hyemale est inscrite en annexe II de la CITES depuis 1975, mais le Canada a émis des réservations sur ce statut de 1975 à 1977.
L'aplectrelle d'hiver est très menacée au Québec, où on ne la trouve plus que dans deux endroits très localisés de Montérégie. Aux États-Unis, elle est particulièrement menacée et protégée dans le Connecticut, le Massachusetts, le New Jersey, l'état de New York, la Pennsylvanie et le Vermont.